# Avon (Massachusetts)
Avon é uma cidade do condado de Norfolk, Massachusetts, Estados Unidos. A população era de 4.482 no censo de 2018.

## Geografia
Avon encontra-se localizado nas coordenadas 42° 07′ 57″ N, 71° 03′ 14″ O. Segundo a Departamento do Censo dos Estados Unidos, Avon tem uma superfície total de 11.75 km², da qual 11.11 km² correspondem a terra firme e (5.44%) 0.64 km² é água.

## Demografia
Segundo o censo de 2010, tinha 4.356 pessoas residindo em Avon. A densidade populacional era de 370,7 hab./km². Dos 4.356 habitantes, Avon estava composto pelo 84.02% brancos, o 9.96% eram afroamericanos, o 0.11% eram amerindios, o 2.75% eram asiáticos, o 0% eram insulares do Pacífico, o 1.49% eram de outras raças e o 1.65% pertenciam a duas ou mais raças. Do total da população o 2.78% eram hispanos ou latinos de qualquer raça.